# 血海穴
血海穴（けっかいけつ）は、足の太陰脾経に所属する10番目の経穴である。

## 部位
大腿前内側にあり、膝蓋骨内上角の上2寸、膝蓋骨内上角の上2寸半に取穴する

## 名前の由来
戻って集まる所を海といい、血を脾の大海に戻す作用があって、それが無数の河川が下って大海に帰っていく様子に似ていることから名づけられた。

## 効能
月経不順、月経痛、閉経、崩漏、股関節内側痛、皮膚湿疹、全身の掻痒感、湿瘡、掻痒、皮膚の炎症に使われる。　

## その他
足の陽明胃経の郄穴である梁丘穴と対応している。